# Dorothy Shineberg
Dorothy L. Shineberg, née le 5 février 1927 à Hampton (Australie) et décédée le 19 août 2004 à Canberra (Australie), est une historienne australienne spécialiste d'histoire de la Mélanésie. Elle est une pionnière dans l'étude et l'enseignement de l'histoire du Pacifique, qu'elle exerce à partir du lendemain de la Seconde Guerre mondiale.

## Biographie
Après l'obtention de sa licence (BA) à l'université de Melbourne, Dorothy Shineberg y enseigne un temps avant de devenir la première femme australienne à recevoir une bourse Fulbright, qui lui permet de préparer et d'obtenir un master au Smith College, dans le Massachusetts. Elle retrouve à son retour l'université de Melbourne et, en parallèle de la préparation de sa thèse de doctorat sur le commerce du bois de santal, enseigne le tout premier cours sur l'histoire du Pacifique à être prodigué dans une université australienne. Elle passe l'année 1964 à l'Université nationale australienne avant d'y être recrutée et d'y passer le reste de sa carrière, supervisant de nombreux doctorants tels que Bronwen Douglas. Elle prend sa retraite en 1988.
De 1966 à 1997, Dorothy Shineberg fait partie du comité éditorial du Journal of Pacific History.
Ses archives sont conservées à l'Université nationale australienne.

## Vie privée
Elle épouse Barry Shineberg en 1953. Ils ont deux enfants, Michael et Susan.
En 2002, elle est diagnostiquée d'un cancer et s'éteint le 19 août 2004. L'historienne Bronwen Douglas lui dédie une nécrologie dans le Journal of Pacific History dans laquelle elle salue la mémoire de "l'une des plus éminentes fondatrices de l'histoire du Pacifique.

## Travaux
- Dorothy Shineberg, "They Came for Sandalwood: A Study of the Sandalwood Trade in the South-West Pacific 1830–1865", The Geographical Journal, 135-2, p. 284
- Dorothy Shineberg, The people trade: Pacific Island laborers and New Caledonia, 1865–1930, Center for Pacific Islands Studies, School of Hawaiian, Asian, and Pacific Studies, University of Hawai'i : University of Hawai'i Press, 1999  (ISBN 978-0-8248-6491-0)